# Katrin Gebbe
Katrin Gebbe (nascuda el 1983) és una directora de cinema i guionista alemanya.

## Biografia
Katrin Gebbe va estudiar arts liberals i comunicació visual a l'Acadèmia d'Arts Visuals a Enschede, on va fer el seu primer curtmetratge experimental. El 2005, va completar el seu treball d'especialitat de postgrau de direcció de cinema a l'Hamburg Media School. El seu treball de grau, el curtmetratge Şoreş & Şîrîn, amb Ulrike Folkerts, va ser guardonada al Festival Internacional de Cinema Infantil de Chicago amb el ″Premi del Jurat d'Adults″ per a curtmetratges. A més, Şoreş & Şîrîn també va rebre el Joven europeu Premi Civis media el 2009
El seu debut al llargmetratge Tore tanzt explica la història d'un Jesus Freak d’Hamburg. La pel·lícula va rebre una invitació de la secció Un Certain Regard al 66è Festival Internacional de Cinema de Canes.Allà, la pel·lícula també es va estrenar el 23 de maig de 2013. Gebbe i Verena Höfe-Gräft, la productora, es van conèixer originalment durant el seu temps a la universitat i van començar a treballar juntes en el projecte el 2009. El paper principal va ser interpretat per l'actor, el nouvingut Julius Feldmeier. Per aquesta pel·lícula, Katrin Gebbe va rebre el 2013 el Preis der deutschen Filmkritik al millor llargmetratge de debut, als Bayerische Filmpreis al millor director debutant.

## Filmografia
- KOI (curtmetratge - 2006)
- Narzissen (curtmetratge - 2007)
- Einladung (curtmetratge - 2007)
- Şoreş & Şîrîn (curtmetratge - 2008)
- Tore tanzt (2013)
- Tatort: Fünf Minuten Himmel (2016, episodi de televisió)
- The Field Guide to Evil (2018, pel·lícula d’anhgologia, segment: A Nocturnal Breath)
- Pelikanblut (2019)
- L'emperadriu (2022, codirecció de la propera sèrie de Netflix; director principal en el pilot i dos episodis)